# Derek Decamps
Derek Decamps (Cannes, Francia, 2 de mayo de 1985), futbolista francés. Juega como mediocentro, aunque también puede hacerlo como defensa central, en el Sandnes Ulf de Noruega.

## Trayectoria
En el año 1995 pasó a formar parte de las categorías inferiores del AC Milan durante tres años. Pasó después por el AS Cannes, el Aris de Salónica, el PAS Giannina y finalmente el Lorca Deportiva CF, donde firmó tras estar un mes a prueba. Tras un año sin muchas oportunidades expira su contrato y el último día del plazo firma con el AD Alcorcón.

## Clubes
| Club                         | País      | Año           |
| ---------------------------- | --------- | ------------- |
| AS Cannes                    | Francia   | 1998-2005     |
| Aris de Salónica             | Grecia    | 2005-2006     |
| PAS Giannina                 | Grecia    | 2006-2007     |
| Lorca Deportiva CF           | España    | 2007-2008     |
| AD Alcorcón                  | España    | 2008-2009     |
| Peña Deportiva Santa Eulalia | España    | 2009          |
| Ajax Cape Town FC            | Sudáfrica | 2009-2011     |
| FK Haugesund                 | Noruega   | 2011-2012     |
| SCO Angers                   | Francia   | 2012-2014     |
| Sarpsborg 08 FF (cesión)     | Noruega   | 2013          |
| Sandnes Ulf                  | Noruega   | 2014-presente |